# Сергиевка (Владимирская область)
Сергиевка — деревня в Киржачском районе Владимирской области России, входит в состав Филипповского сельского поселения. 

## География
Деревня расположена на берегу реки Шерна в 5 км на северо-восток от центра поселения села Филипповское и в 15 км на запад от Киржача.  

## История
В конце XIX — начале XX века деревня входила в состав Филипповской волости Покровского уезда, с 1926 года в составе Александровского уезда. В 1859 году в деревне числилось 18 дворов, в 1905 году — 14 дворов, в 1926 году — 11 дворов.
С 1929 года деревня входила в состав Бережковского сельсовета Киржачского района, с 1940 года — в составе Филипповского сельсовета, с 2005 года — в составе Филипповского сельского поселения.

## Население
| 1859 | 1905 | 1926 | 2002 | 2010 | 2021 |
| ---- | ---- | ---- | ---- | ---- | ---- |
| 207  | ↘120 | ↘63  | ↘37  | ↗53  | ↘28  |